# Graphe du désir
 (octobre 2015).
Si vous disposez d'ouvrages ou d'articles de référence ou si vous connaissez des sites web de qualité traitant du thème abordé ici, merci de compléter l'article en donnant les références utiles à sa vérifiabilité et en les liant à la section « Notes et références ».
Un graphe du désir est une méthode psychanalytique de représentation de processus insconcients conçue par Jacques Lacan et présenté lors de son séminaire de 1957-1958 .

## L’origine du graphe du désir
Selon Lacan, le trait d’esprit « est la forme la plus éclatante sous laquelle Freud lui-même nous indique les rapports de l'inconscient avec le signifiant et ses techniques[réf. nécessaire]. » C'est pour rendre compte de cette technique que Lacan invente le graphe. 
Ce schéma est dans le prolongement de ce que Lacan avait mis en place pour rendre compte des rapports qu'il y a entre le signifiant et le signifié. Il utilise la métaphore d'un matelassier qui ferait  tenir les deux faces d'un matelas ou d'un coussin en utilisant une grande aiguille courbe qui embrocherait l'envers et l'endroit de ces objets. Des coussins ou des fauteuils de forme un peu désuète peuvent donner une idée de cette technique. Pour retrouver ce point de capiton, celui de Lacan, il faut lire le séminaire du 6 juin 1956. Ce qu'il en donne comme exemple c'est une scène d'Athalie avec cette phrase pour le moins terrifiante, lourde de dangers : « Dieu, fidèle en  toutes ses menaces… ». 
Voilà donc comment le signifiant, un signifiant menaçant, s’introduisant dans la signification, y provoque des effets de sens : Il n’y a plus qu’à filer doux et suivre à la lettre ce qu’il vous enjoint de faire. 
Il n’y a pas que ces signifiants menaçants qui peuvent avoir des effets de sens. Ceux de l’humour ou du trait d’esprit y apportent leurs notes vivifiantes, revigorantes. 
À un homme, pourtant juif qui tenait des propos antisémites, son interlocuteur s’étonne : « Je connaissais, lui dit-il, votre antésémitisme, mais pas votre antisémitisme ». 
Ce trait d’esprit rapporté par Freud présente l’intérêt d’être très économe quant à l’effet qu’il produit : une simple substitution de lettres, celle d’un « é » substitué au « i ». 
Il prépare donc plus aisément à ce trait d’esprit que Freud a emprunté à Heine ; celui-ci est non plus seulement opéré par une  substitution de lettres, mais par une sorte d’« emboutissement » de deux mots, à l'instar des mots-valises. Le héros de Heine, tout heureux, d’avoir été reçu par le baron de Rothschild, d’une  façon tout à fait simple et familière, mais ne perdant quand même pas de vue son immense fortune, s’écrie : « Il m’a traité d’une façon tout à fait famillionnaire ! »
Freud, pour analyser le mécanisme de ce mot d’esprit écrit en lettres d’imprimerie la condensation des deux mots :
FAMILIER + MILLIONNAIRE =  FAMILLIONNAIRE
C’est avec ce trait d’esprit que Lacan construit pas à pas le graphe du désir. Il en fait le modèle de démonstration de la fabrication non seulement de tous les mots d’esprit mais aussi bien de tous les lapsus, des symptômes, voire des créations poétiques. 
Le schéma de Ferdinand de Saussure tentait de rendre compte des rapports entre le signifiant et le signifié et le linguiste les représentait comme deux flots continus qui étaient liés entre eux par des traits en pointillés qui dessinaient une sorte de pluie tombant drue du flot supérieur vers le flot inférieur. En le modifiant, on peut d’emblée remarquer que Lacan exploite la linguistique mais, en même temps, la plie à son usage. Avec ce premier graphe, un graphe archaïque, l’entrecroisement de deux chaînes signifiantes, allant en sens inverse, il pose donc les premières pierres de ce qu’il appellera plus tard sa « linguisterie » (pour marquer en quoi, il se démarque de la  linguistique en modifiant les rapports du signifiant au signifié). 
Pour bien faire maintenant, il faudrait pouvoir représenter ces schémas, car on ne peut les décrire seulement en mots. Cependant, pour  utiliser les jeux d’écriture qui s’inscrivent  sur leurs trajets, (telles celles de la formule du fantasme, du lieu du grand Autre, ou du signifiant de grand A barré et d’autres encore), il faut   parler beaucoup et longtemps non seulement de ces lettres  mais aussi  des relations qu’elles ont entre elles.  Or, malheureusement, dans le séminaire des Formations de l’inconscient où Lacan élabore progressivement ce graphe, les étapes de sa mise en place  n’ont pas été conservées. Lacan  y suit, tout d’abord, presque ligne à ligne, ce que Freud analyse des mécanismes du mot d’esprit. Heureusement, ces schémas peuvent être retrouvés dans l’un des textes des Écrits de Lacan « Subversion du sujet et dialectique du désir ». Mais ce sont des graphes parvenus à leur point d’achèvement. Les tout  premiers temps et surtout les étapes intermédiaires  doivent être reconstruits hypothétiquement à partir de son discours. C’est un travail passionnant [non neutre] car il y a des graphes qu’il utilise pour décrire la fonction de la métaphore paternelle aux trois temps de l’Œdipe, il y a aussi le graphe du désir de Dora ou encore celle d’une femme obsessionnelle, Renée, une analysante de Maurice Bouvet.  Lacan a même tenté de retracer, sur le graphe du désir, les éléments du grand délire du Président Schreber, donc le graphe de la psychose, en y inscrivant les trajets de ses hallucinations en relation avec le langage.
Lacan prolonge cette mise en application du graphe dans le séminaire suivant : « Le désir et de son interprétation ». Il interprète quelques rêves avec son aide et reprend en particulier le grand rêve du patient d’Ella Sharpe, le rêve dit du chaperon. 
De fait, Lacan n’a jamais abandonné ses références au graphe du désir et on peut en retrouver maintes traces tout au long de son séminaire. Il l’évoque presque chaque fois qu’il franchit une nouvelle étape théorique et notamment, dans ses élaborations ultimes, avec le nœud borroméen. 

### Liens  externes
Liliana Fainsilber, Les orthographes du désir, édition L'Harmattan : https://www.editions-harmattan.fr/index.asp?navig=catalogue&obj=livre&no=54074&razSqlClone=1